# 세종특별자치시문화예술회관
세종특별자치시문화예술회관은 세종특별자치시 조치원읍 문예회관길 22에 있는 문화예술회관이다. 2000년 10월 4일에 개관하였다.